# Lilla Barzó
Lilla Barzó (* 2. September 1996 in Szeged) ist eine ehemalige ungarische Tennisspielerin.

## Karriere
Barzó spielte überwiegend Junioren- und ITF-Turniere. Sie gewann auf dem ITF Women’s Circuit drei Einzeltitel.
Seit März 2016 hat Barzó kein Profiturnier mehr bestritten und wird seit November 2016 nicht mehr in der Weltrangliste geführt.

## Turniersiege

### Einzel
| Nr. | Datum            | Turnier      | Kategorie   | Belag | Finalgegnerin         | Ergebnis |
| --- | ---------------- | ------------ | ----------- | ----- | --------------------- | -------- |
| 1.  | 1. November 2014 | Pereira      | ITF $10.000 | Sand  | Andrea Koch-Benvenuto | 6:4, 6:2 |
| 2.  | 12. Juni 2015    | Antananarivo | ITF $10.000 | Sand  | Jaeda Daniel          | 7:5, 6:2 |
| 3.  | 26. Juli 2015    | Tampere      | ITF $10.000 | Sand  | Karen Barbat          | 6:2, 6:4 |